# Piso tátil

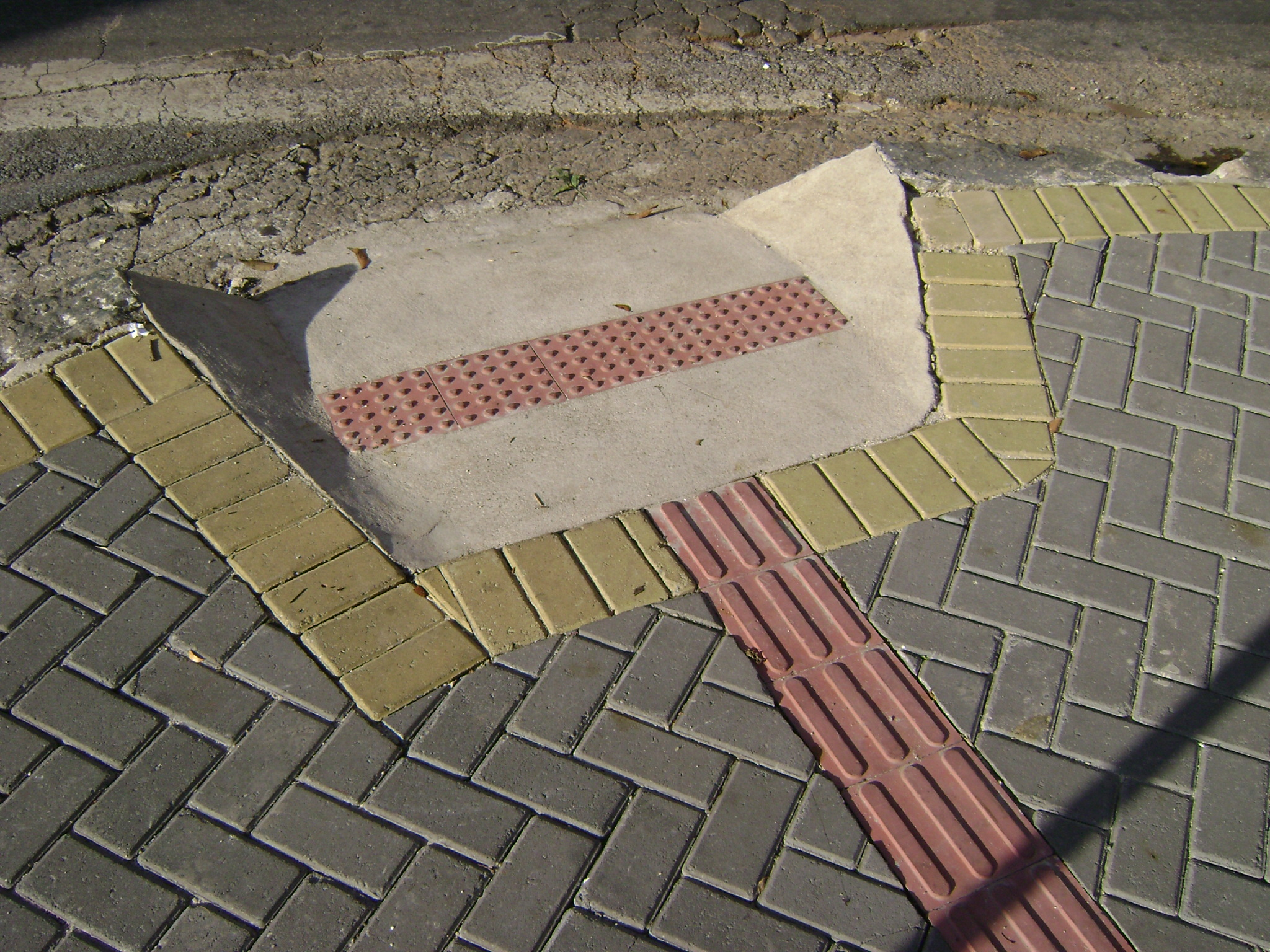
Piso tátil em Belo Horizonte, no Brasil

Piso tátil, piso podotátil, superfície tátil ou pavimento tátil são faixas em alto-relevo fixadas no chão para fornecer auxílio na locomoção pessoal de deficientes visuais. Esses pisos têm, como serventia, auxiliar a caminhada das pessoas, sejam elas deficientes visuais, crianças, idosos e até mesmo turistas. Como revestimento de chão, os pisos táteis não funcionam sozinhos e sim com uma composição de peças que caracterizam uma caminhada segura e com autonomia.
Portanto, deve ser levado em consideração o desenho universal deste produto, lembrando que o seu significado deve ser evidente e de fácil reconhecimento, expressando uma linguagem simbólica onde quer que se encontrem. É fundamental que a implementação do piso tátil seja realizada levando em conta a usabilidade de seu usuário. Deve-se evitar de todas as maneiras guiar o deficiente visual a áreas sem saída ou que possam oferecer perigo. Todo obstáculo deve estar devidamente sinalizado com o piso tátil de alerta. São áreas como portas de elevadores, escritórios e banheiros, escadas, catracas, entre outros.

## Etimologia
"Podo" significa "pé", e "tátil" vem de tato (sentido). Assim, "podotátil" significado "sensação através dos pés".

## Características
Geralmente, os sistemas de orientação de pavimentos consistem em tiras de orientação e painéis de atenção. As tiras de orientação fornecem orientação e orientação para destinos importantes, tais como saídas e entradas, escadas, elevadores e em grandes áreas, por exemplo, praças, ou ajudam a evitar obstáculos.
Os campos de atenção podem ter funções muito diferentes:
- Os campos de ramificação indicam junções ou mudanças de direcção.
- Os campos direccionais indicam direcções, por exemplo, para passagens de faixa.
- As faixas de localização indicam o início de um sistema de orientação para os destinos cegos ou laterais, por exemplo, paragens ou elevadores.
- Os painéis de entrada marcam a entrada, p. ex. em paragens de autocarros.
- Campos de aviso avisam sobre obstáculos
- As faixas de captura delimitam áreas acessíveis, por exemplo, em plataformas

## Cor contrastante
O contraste de cores é importante na concepção de sistemas de orientação para os cegos. O Departamento de Transportes do Reino Unido e também a Associação Alemã de Cegos e Deficientes Visuais (DBSV) sublinham a importância do contraste. Eles recomendam que as pedras de pavimentação tácteis sejam selecionadas de modo a terem um forte contraste de cor com o material de pavimentação circundante, uma vez que estudos demonstraram que isto ajuda os deficientes visuais a encontrar o seu caminho. Isto também se aplica aos bordos dos degraus. A maioria das pedras de pavimentação tácteis está disponível numa gama de cores e materiais, pelo que é fácil conseguir um bom contraste de cor com a escolha certa de pavimentação táctil.
Um motivo também de o Piso Tátil ter que ser contrastante é por que ele guia não só pessoas que perderam 100% da visão, tem pessoas chamadas: "Baixa Visão" enxergam parcialmente, e essas pessoas se guiam pelo contraste entre o Piso Tátil e o Piso adjacente.

## História

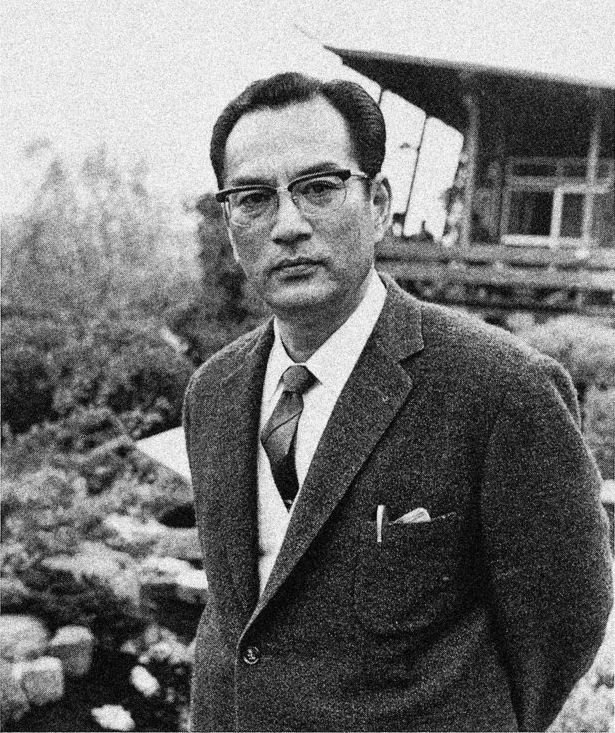
Seiichi Miyake.

Para ajudar seu amigo, Seiichi Miyake inventou os "tijolos Tenji" (tijolos Braille). Ele os apresentou pela primeira vez a uma escola para cegos na cidade de Okayama, em março de 1967; nos anos seguintes, iniciou-se sua aplicação nas plataformas de trens e metrôs a fim de indicar, aos passageiros, o limite de chegada na beira da plataforma, evitando, assim, acidentes. A ideia de Miyake proliferou na Europa e foi adotada em todo o mundo. Cada país desenvolveu normas e manuais de aplicação do produto.

## No Brasil
No Brasil, os pisos táteis já existem há algum tempo. A NBR 9050 apresenta estes produtos desde o ano de 2004. Porém seu conhecimento é relativamente novo, persistindo muito o que fazer para melhorar a acessibilidade no Brasil. A regulamentação da obrigatoriedade do seu uso normalmente é feita no município e de forma independente. Por exemplo: em Londrina, São Paulo, Sorocaba etc.
No Brasil, existem duas tipologias de pisos táteis, descritos pela NBR 9050 como sinalização tátil do piso:
- Piso direcional conhecido como guia: têm, como função, guiar a pessoa através de uma trilha.

- Pisos alerta: têm, como função, alertar a pessoa de perigo e obstáculos como mobiliário urbano, por exemplo.